# Steel Bank Common Lisp
Steel Bank Common Lisp (SBCL) ist ein Fork der freien Common-Lisp-Implementierung CMUCL. Es ist zum Teil Public Domain, einige Teile stehen aber unter BSD-ähnlichen Lizenzen.
Eine häufig mit SBCL verwendete Entwicklungsumgebung ist SLIME.

## Geschichte
Im Dezember 1999 begann William Newman SBCL als Fork von CMUCL zu entwickeln. Hintergrund war das Ziel den Bootstrapping-Prozess zu vereinfachen: CMUCL benötigt zum Erstellen ein bereits vorhandenes CMUCL, während SBCL auch von anderen Common-Lisp-Implementierungen kompiliert werden kann. Seitdem wurde SBCL weiterentwickelt und unter anderem um echte Threads unter Linux/x86, Solaris/x86 und macOS/x86 erweitert, im Gegensatz zu den User-Threads in CMUCL.
Im November 2006 wurde Version 1.0 von SBCL veröffentlicht. Anfang Oktober 2012 wurde Version 1.1 erreicht, Ende Mai 2014 Version 1.2, Ende Oktober 2015 Version 1.3. In regelmäßigen Abständen werden neue Versionen veröffentlicht.
Der Name Steel Bank Common Lisp ist eine Anspielung auf CMUCL. CMUCL steht für Carnegie Mellon University Common Lisp, da es an der Carnegie Mellon University entwickelt wurde. Die Universität wurde von Andrew Carnegie, der sein Vermögen durch Stahl (englisch Steel) gemacht hatte, und Andrew W. Mellon, der sein Vermögen im Bankenwesen (englisch Bank) gemacht hatte, gegründet. Deshalb wurde der Fork nach den beiden Branchen benannt, mit denen die Gründer der Universität ihr Vermögen gemacht hatten.
Etwa 10 Prozent des SBCL-Quellcodes sind C- und Assembler-Code, der Rest ist selbst in Common Lisp geschrieben.

## Plattformen
SBCL läuft unter Linux auf den Architekturen x86, PowerPC, SPARC, Alpha und MIPS, sowie auf Mac OS X/PowerPC, Mac OS X/x86, Solaris/x86, Solaris/SPARC und unter FreeBSD, NetBSD und OpenBSD auf x86. Derzeit wird SBCL auf Win32/x86 und IRIX/MIPS portiert, für Linux/HPPA und OSF/1 auf Alpha existieren veraltete Portierungen.